# Veľké Vozokany
Veľké Vozokany (ungarisch Nagyvezekény) ist eine Gemeinde im Westen der Slowakei mit 426 Einwohnern (Stand 31. Dezember 2024), die zum Kreis Okres Zlaté Moravce, einem Teil des Nitriansky kraj gehört und in der traditionellen Landschaft Tekov liegt.

## Geographie

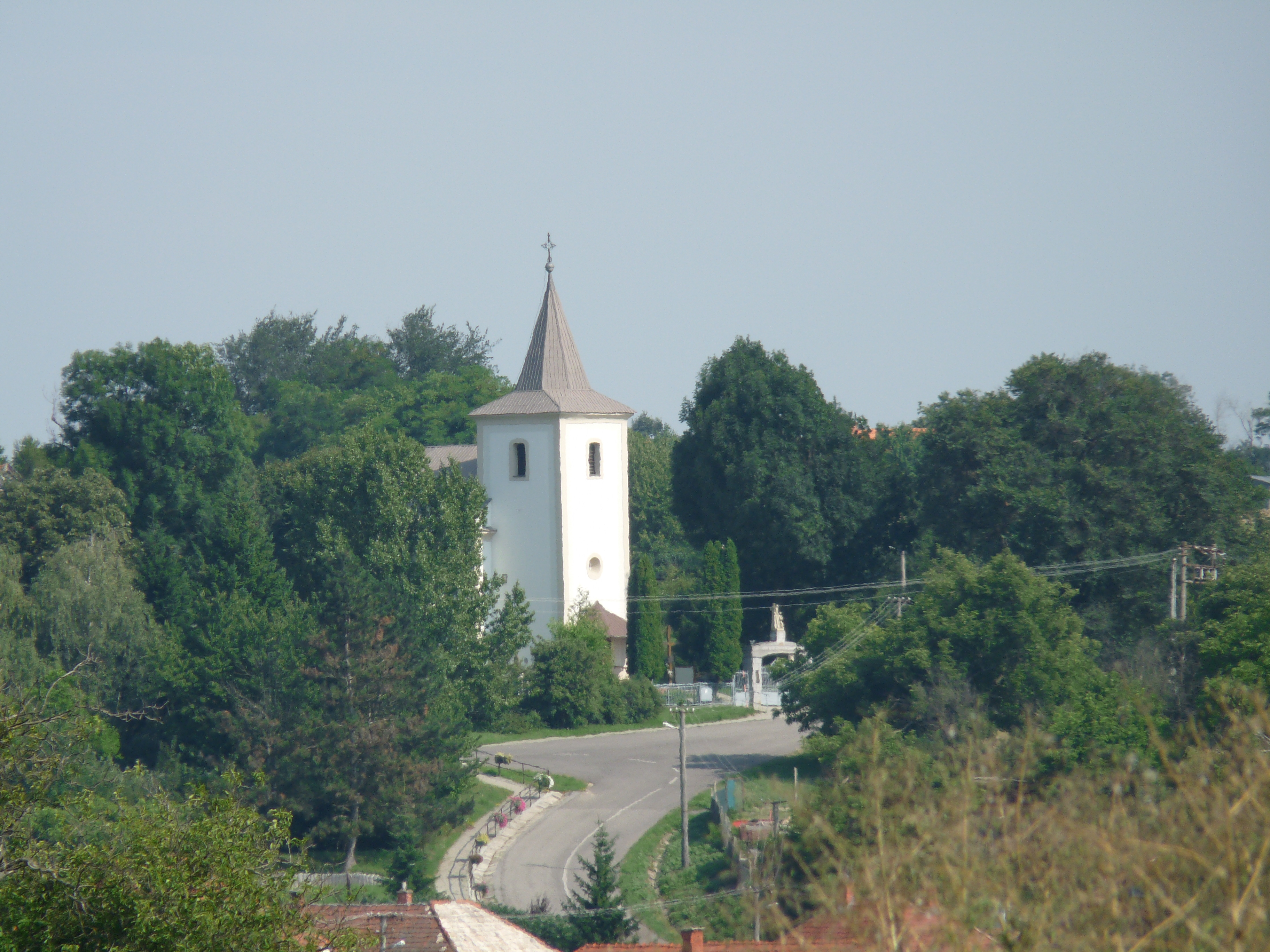

Die Gemeinde liegt im nordöstlichen Donauhügelland im Tal des Baches Širočina. Das Ortszentrum liegt auf einer Höhe von 181 m n.m. und ist neun Kilometer von Zlaté Moravce, 27 Kilometer von Levice und 34 Kilometer von Nitra entfernt.

## Geschichte
Das Gemeindegebiet von Veľké Vozokany war archäologischen Untersuchungen zufolge in der Neusteinzeit besiedelt, in der Kupfersteinzeit gab es eine Siedlung. Das heutige Dorf wurde zum ersten Mal 1209 als Wezeken schriftlich erwähnt. Besitzer war anfangs die Abtei von Hronský Beňadik, 1228 ist das Bistum Neutra erwähnt, im 13. Jahrhundert dann die  Geschlechter Hunt-Poznan und Maróthy. Am 26. August 1652 fand bei der Gemarkung Starý háj die Schlacht von Vezekény statt, in der die in Unterzahl stehenden Ungarn die angreifenden Osmanen besiegten. In dieser Schlacht büßte das Geschlecht Esterházy vier Mitglieder ein, die anschließend in der Universitätskirche von Tyrnau beerdigt wurden.
1520 sind zehn Porta verzeichnet, 1601 eine Schule, eine Mühle und 35 Häuser, 1720 eine Mühle und 15 Steuerpflichtige, und schließlich zählte man 1820 53 Häuser und 360 Einwohner.
Bis 1918 gehörte der im Komitat Bars liegende Ort zum Königreich Ungarn und kam danach zur Tschechoslowakei beziehungsweise heute Slowakei.
Von 1975 bis 1990 war das Dorf zusammen mit den Orten Malé Vozokany und Červený Hrádok in der Gemeinde Nové Vozokany zusammengeschlossen.

## Bevölkerung
| Jahr                | 1994 | 2004    | 2014    | 2024     |
| ------------------- | ---- | ------- | ------- | -------- |
| Anzahl der Personen | 532  | 504     | 479     | 426      |
| Unterschied         |      | −5,26 % | −4,96 % | −11,06 % |

| Jahr                | 2023 | 2024    |
| ------------------- | ---- | ------- |
| Anzahl der Personen | 431  | 426     |
| Unterschied         |      | −1,16 % |

Nach der Volkszählung 2011 wohnten in Veľké Vozokany 508 Einwohner, davon 484 Slowaken, fünf Ukrainer und vier Tschechen. 15 Einwohner machten keine Angaben. 461 Einwohner bekannten sich zur römisch-katholischen Kirche, zwei Einwohner zur orthodoxen Kirche und ein Einwohner zur griechisch-katholischen Kirche; fünf Einwohner waren anderer Konfession. 10 Einwohner waren konfessionslos und bei 29 Einwohnern ist die Konfession nicht ermittelt.
Ergebnisse nach der Volkszählung 2001 (526 Einwohner):
| Nach Ethnie: - 97,72 % Slowaken - 0,19 % Magyaren - 0,19 % Tschechen - 0,19 % Ukrainer | Nach Konfession: - 96,01 % römisch-katholisch - 1,90 % keine Angabe - 0,95 % konfessionslos - 0,95 % andere - 0,19 % evangelisch |

## Bauwerke
- römisch-katholische Kirche, ursprünglich gotisch, barockisiert im Jahre 1742
- Denkmal an die Schlacht von Vezekény aus dem Jahr 1896